# Beylikdüzü

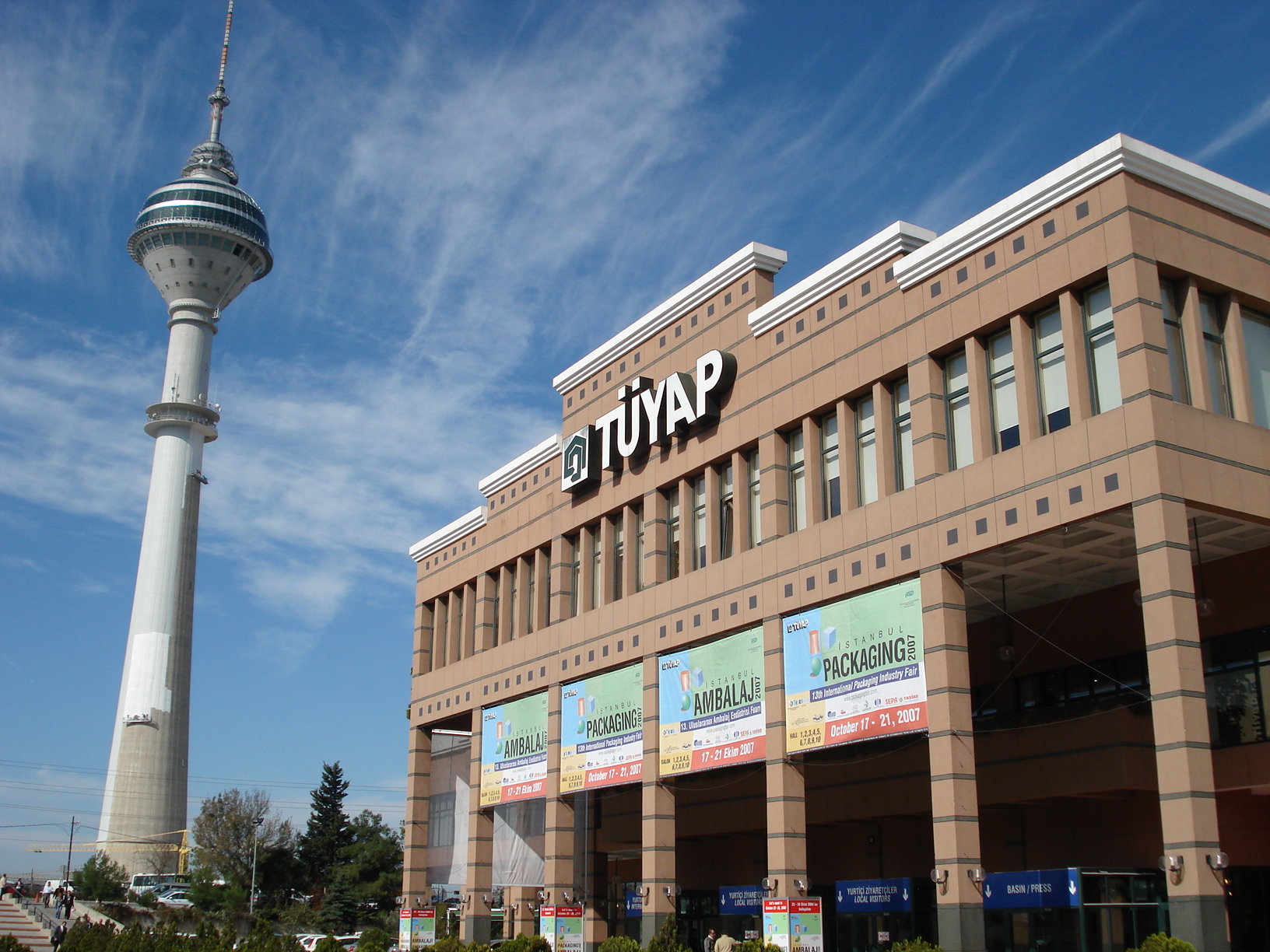
A TÜYAP kiállítócsarnok és az Endem-tévétorony Beylikdüzüben

Beylikdüzü Isztambul tartomány egyik körzete, mely 2009-ig Büyükçekmece részét képezte. A területen már Kr.e. a hetedik században is görögök éltek, egészen 1924-ig, amikor a török függetlenségi háborút követő lakosságcsere során el kellett költözniük. A kerületben főként a nyárfa (kavak) honos, az egyik mahalle, Kavaklı erről kapta a nevét. A kerület északi határán fut az E-5 autópálya. A kerület 37,17 négyzetkilométeren terül el, népessége 2008-ban 186 789 fő volt.

## Külső hivatkozások
- A kerület honlapja (törökül)